# Albert de Pontida
Albert de Pontida aussi connu sous les noms d'Albert de Prezzate et d'Albert Prezzati (Né à Prezzate en 1025 - Mort à Pontida en Lombardie, le 2 septembre 1095), était un noble et chevalier lombard devenu moine bénédictin et fondateur. Il est vénéré comme un saint par l'Église catholique. Il est fêté le 2 septembre.

## Biographie
Issu da la noblesse il reçoit jeune une éducation raffinée avant d'embrasser la carrière des armes. Blessé à la guerre il passe par une grande crise spirituelle qui le conduit au terme à vouloir changer complètement de vie. Ayant recouvré la santé sa première décision est de partir en pèlerinage pour la Terre Sainte. Empêché par la situation géopolitique (La Terre Sainte est aux mains des musulmans. Par ailleurs étant riche et noble le voyage se montrait périlleux. Il risquait sur la route d'être empêché, voire séquestré dans l'espoir d'une rançon), il opte plutôt pour un pèlerinage vers Saint-Jacques-de-Compostelle.
Parti entre 1071 et 1075, il fait étape dans les nombreux monastères qui longent la route. Les rencontres qu'il y fait le décide, à son retour, de se faire moine. Il fait don d'une partie de ses propriétés situées près de Pontida à l'Abbaye de Cluny, et fonde en 1079 avec le soutien de Hugues de Cluny, un monastère dédié à Saint Jacques plaçant cette première abbaye sous l'autorité de celle de Cluny. Selon la règle de Cluny le premier abbé d'une abbaye fondée ne pouvant être le fondateur lui-même c'est un certain Guy, lui aussi canonisé et célébré aux mêmes dates, qui en prend la direction.

Abbaye de Sant'Egidio

Moine il consacre l'essentiel de son temps et de sa fortune à fonder de nouveaux monastères bénédictin, dont l'Abbaye de Sant'Egidio à Fontanella ou celle de près la commune de Cantù. Usant de ses relations il fait financer la construction des nouveaux monastères et l'agrandissement des existants par la noblesse de Bergame contribuant à faire rayonner la vie monastique dans la région.
En 1095, peu avant sa mort, il rencontre le pape Urbain II afin d'obtenir de ce dernier des privilèges pour ses fondations. Il meurt dans son abbaye où ses restes restèrent jusqu'en 1373 avant d'être transférés dans la basilique de Santa Maria Maggiore à Bergame à la suite de l'incendie du monastère. Depuis 1911, elles sont à nouveau conservées dans le monastère de Pontida reconstruit depuis.